# برناردو لييندا
برناردو لييندا (26 مارس 1980 ببوينس آيرس في الأرجنتين - ) هو لاعب كرة قدم أرجنتيني في مركز حراسة المرمى. لعب مع إنديبندينتي وبانفيلد وديفنسا خوستيكا وريفر بليت وفيليز سارسفيلد ونادي راسينغ ونادي ليغانيس وسان مارتين دي توكومان ‏ ونادي أتليتكو للبنين ‏ وناسيونال بوتوسي.